# Channa marulioides
Channa marulioides és una espècie de peix de la família dels cànnids i de l'ordre dels perciformes.

## Descripció
- Fa 27 cm de llargària màxima.
- L'iris dels ulls és de color taronja o vermell (similar al de Channa marulius).
- Absència d'escates a la regió gular del cap. 55-58 escates a la línia lateral. 13-15 escates predorsals. 3½ escates entre la línia lateral i els radis anteriors de l'aleta dorsal. 5-7 escates preoperculars.
- 45-47 radis a l'aleta dorsal i 30-31 a l'anal.
- La línia lateral es corba cap avall abruptament al nivell de les escates núm. 17-20 de la susdita línia.
- Sense dents canines al prevòmer i els palatins.[8][9]
- Totes les característiques esmentades abans són similars a les de Channa melanoptera, per la qual cosa, l'única manera de diferenciar a totes dues espècies és per les seues respectives coloracions: C. marulioides té un ocel a la part superior de la base de l'aleta caudal (similar al de Channa marulius). En els espècimens vius, la vora de l'ocel és de color taronja mentre que en aquells preservats és blanc. A més, Channa marulioides sovint té un reguitzell de taques fosques al llarg dels flancs (les quals són absents en Channa melanoptera i en Channa marulius) i poden desaparèixer amb l'edat.[10][9][11][12]

## Reproducció
És probablement un constructor de nius amb els adults custodiant els ous fecundats i les larves.

## Alimentació
Hom creu que és un depredador a l'igual d'altres espècies de cànnids.

## Hàbitat i distribució geogràfica
És un peix d'aigua dolça (pH 6-7,5), bentopelàgic i de clima tropical (22-28 °C), el qual viu a Àsia: els rius i llacs de Malàisia (com ara, Sabah, Sarawak i la part continental -principalment, Pahang-), Indonèsia (Sumatra) i, probablement també, el sud de Tailàndia, incloent-hi Borneo i la conca del riu Kapuas.

## Observacions
És inofensiu per als humans i venut al comerços de peixos ornamentals de Singapur amb un preu de fins a 100 dòlars de Singapur per exemplar.